# Гурбаново
Гу́рбаново (словац. Hurbanovo, до 1948 Stará Ďala, нем. Altdala, венг. Ógyalla) — город в южной Словакии на реке Житава. Население — около 8 тыс. человек, среди которых венгры (50 %), словаки (46 %) и цыгане (2,6 %).
В городе находится Гурбановская пивоварня, крупнейший в Словакии производитель пива. Входит в международный концерн Heineken International. Основные марки пива — Zlatý Bažant, Corgoň, Martiner, Gemer и Kelt.

## История
Гурбаново впервые упоминается в 1242 как «Дяла». Переименовано в честь Йозефа Гурбана.

## Население
| Год:                | 1994 | 2004    | 2014    | 2024    |
| ------------------- | ---- | ------- | ------- | ------- |
| Количество человек: | 7894 | 8041    | 7605    | 7178    |
| Разница:            |      | +1,86 % | −5,42 % | −5,61 % |